# Johnson N. Camden
Johnson Newlon Camden, född 6 mars 1828 i Lewis County, Virginia (nuvarande West Virginia), död 25 april 1908 i Baltimore, Maryland, var en amerikansk demokratisk politiker, jurist och affärsman. Han representerade delstaten West Virginia i USA:s senat 1881–1887 och 1893–1895.
Camden var kadett vid United States Military Academy i West Point, New York från 1846 fram till dess att han 1848 avbröt sin officersutbildning. Han studerade sedan juridik och inledde 1851 sin karriär som advokat i Virginia. Han arbetade sedan som åklagare, först i Braxton County och sedan i Nicholas County. Han blev därefter verksam inom affärslivet, först inom oljebranschen och sedan som bankdirektör.
Camden var förlorande kandidat i 1868 och 1872 års guvernörsval i West Virginia. Han efterträdde 1881 Frank Hereford som senator och kandiderade 1887 inte till omval. Han arbetade därefter som advokat i Parkersburg. Senator John E. Kenna avled 1893 i ämbetet och Camden tjänstgjorde igen som senator fram till slutet av Kennas mandatperiod. Han var sedan verksam inom affärslivet på nytt.
Camdens grav finns på begravningsplatsen Parkersburg Memorial Gardens i Parkersburg. Sonen Johnson N. Camden Jr. var senator för Kentucky 1914–1915.